# Pseudoyersinia betancuriae
Pseudoyersinia betancuriae es una especie de mantis de la familia Mantidae.

## Distribución geográfica
Es endémica de Fuerteventura y Lanzarote, islas Canarias (España).